# Clayes
Clayes (bret. Kloued) – miejscowość i gmina we Francji, w regionie Bretania, w departamencie Ille-et-Vilaine.
Według danych na rok 1990 gminę zamieszkiwało 401 osób, a gęstość zaludnienia wynosiła 94 osoby/km² (wśród 1269 gmin Bretanii Clayes plasuje się na 885. miejscu pod względem liczby ludności, natomiast pod względem powierzchni na miejscu 1041.).